# Gilles Naturel

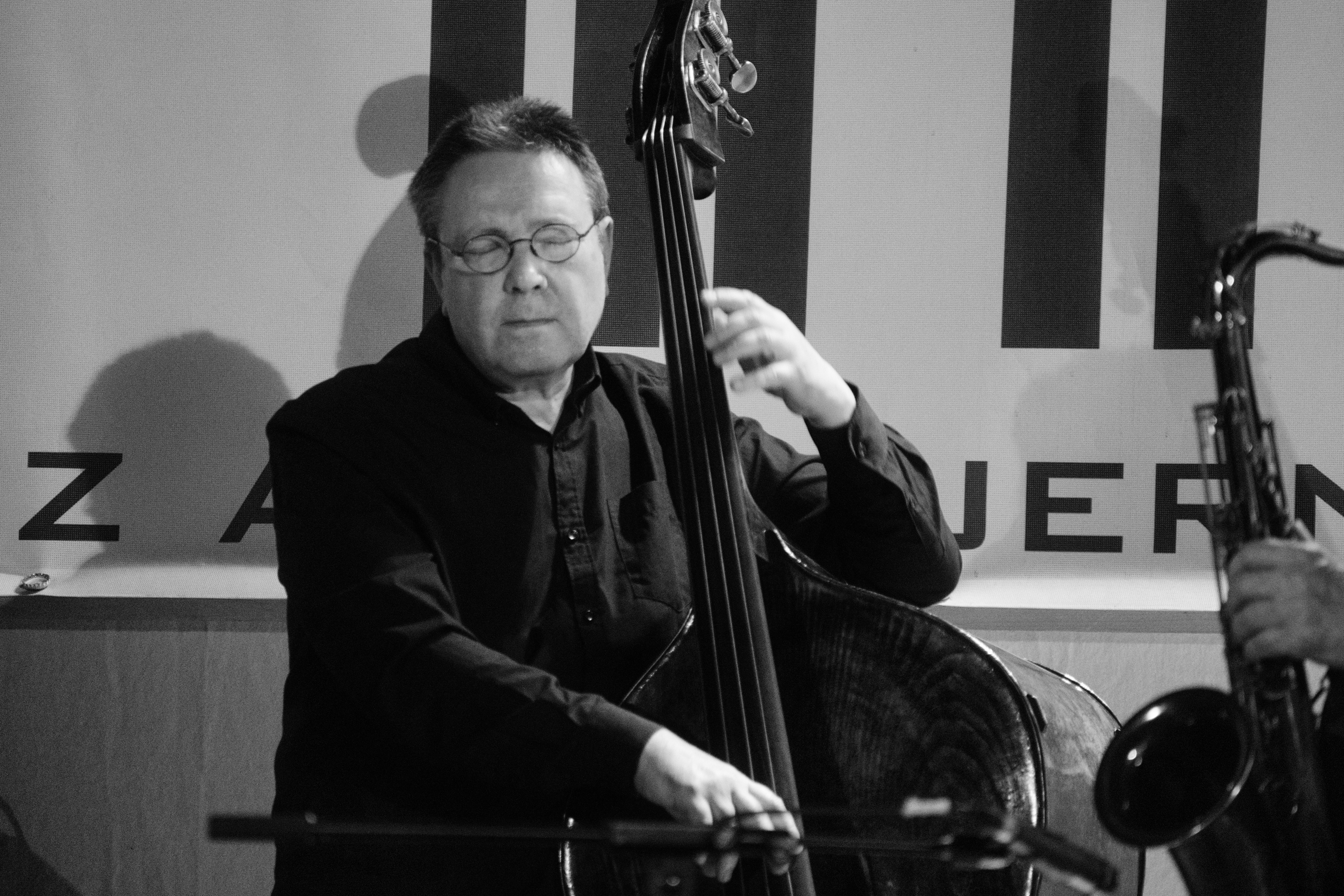
Gilles Naturel auf dem INNtöne Jazzfestival 2024

Gilles Naturel (* 1960 in Paris) ist ein französischer Jazzmusiker (Kontrabass, Komposition).

## Leben und Wirken
Naturel, der aus einer Musikerfamilie stammt und seit seiner frühen Kindheit zahlreiche Instrumente lernte, absolvierte bis 1982 ein Biologiestudium. Seit den 1980er Jahren ist er einer der gefragtesten französischen Jazz-Bassisten. Er spielte u. a. mit Ray Bryant, Art Farmer, Johnny Griffin, Didier Lockwood, André Ceccarelli, Alain Jean-Marie, Jean-Loup Longnon, Peter Gritz, Franck Avitabile, den Sängern Jeanne Lee und Sara Lazarus und der Vokal-Jazzgruppe „Les Voice Messengers“ („Un peu de ménage“ 1997). 1988 nahm er ein Album unter eigenem Namen „Naturel“ (JMS) auf (mit eigenen Kompositionen), mit den Tenorsaxophonisten Lionel Belmondo und Guillaume Naturel, Stéphane Belmondo, Jacky Terrasson, Laurent de Wilde und Simon Goubert. Naturel leitet auch eigene Gruppen. 2007 erschien sein Album „Belleville“ (Cristal Records) mit seinem Quintett, den Tenorsaxophonisten Rick Margitza und Lenny Popkin, dem Pianisten Alain-Jean Marie und dem Schlagzeuger Philippe Soirat. Benannt ist es nach seinem Wohnviertel in Paris. 2011 und 2014 folgten zwei Alben mit seinem Sextett Contrapuntic Jazz Band. Auch arbeitete er im Trio mit Luigi Grasso und begleitete auf dem North Sea Jazz Festival 2014 Benny Golson. Er ist mit Carol Tristano Mitglied des Lenny Popkin Trio.